# 科林斯柱式

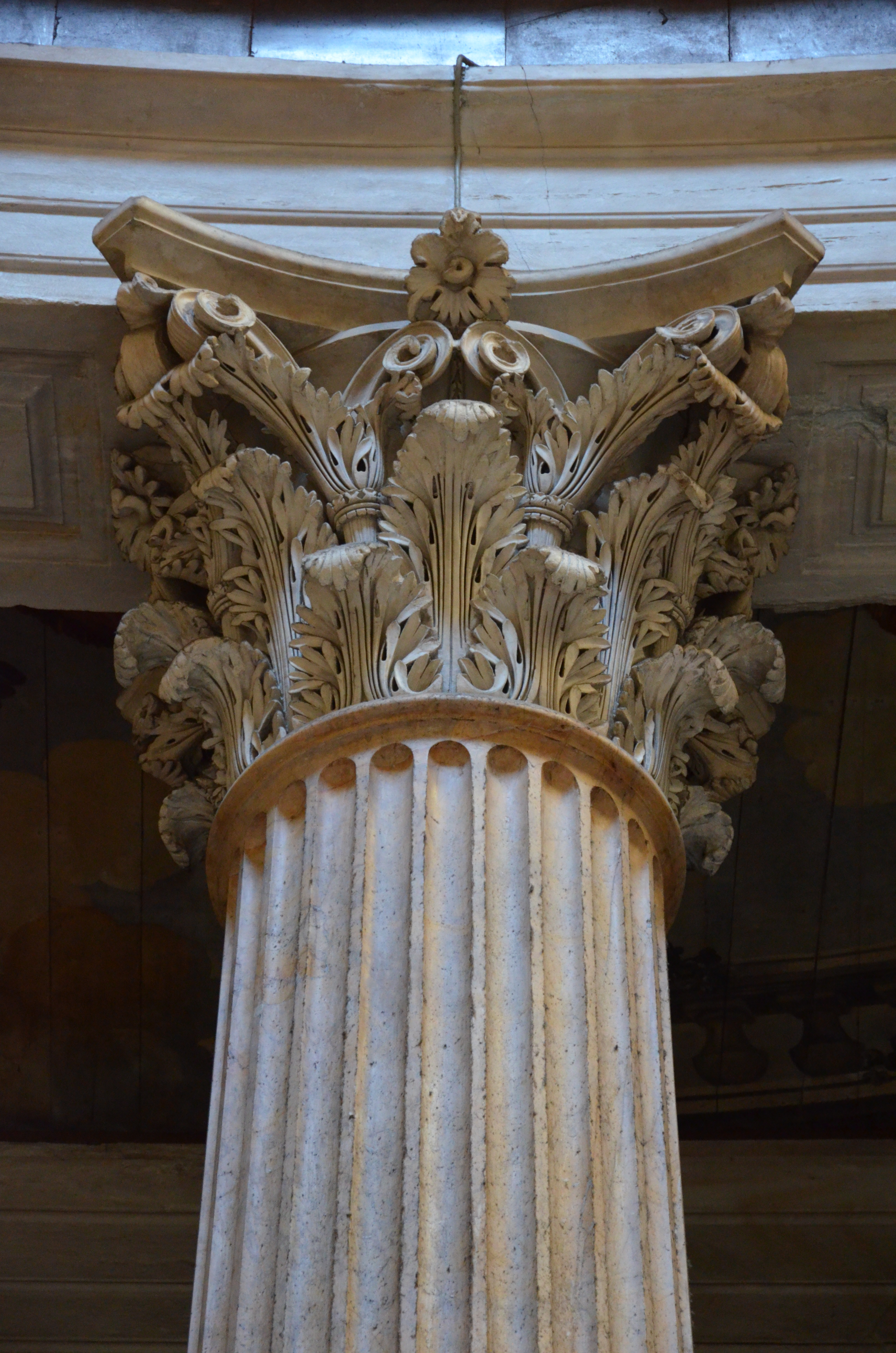
罗马万神庙的科林斯式柱细节

科林斯柱式（Corinthian Order）源于古希腊，是古典建筑的一种柱式。它的比列比爱奥尼柱式更为纤细，柱头是用茛苕（Acanthus）作装饰，形似盛满花草的花篮。相对于爱奥尼柱式，科林斯柱式的装饰性更强，其柱身裝飾著葉形裝飾和捲軸的精緻柱頭，並附有多種變化但是在古希腊的应用并不广泛。雅典的宙斯神廟采用的正是科林斯柱式。
科林斯柱式得名稱來源於古希臘城市科林斯，該風格後在古羅馬時期廣泛使用，包括奧古斯都議事廣場（約公元2年）的戰神復仇者神廟就有使用科林斯柱式的先例。並高盧南部的方形神殿、尼姆和維埃納的莉薇娅·奥古斯塔神庙都有引用 。馬克·威爾遜·瓊斯曾指出的其他主要例子也包括乌尔比亚巴西利卡、安科納的圖拉真拱門、佛卡斯圓柱等。在古典建築在文藝復興時期復興時，科林斯柱式增加了兩個派生變種：托斯卡納柱式和混合柱式。

## 特徵
當柱子使用斑岩或花崗岩時，科林斯柱的柱身通常為光滑的，而當是大理石時，科林斯柱的柱身通常都刻有凹槽。凹槽的數量從二十到三十二個不等（通常是二十四個），具體取決於柱子的直徑，由於凹槽應對應於柱頭四個面的中間，因此樣條數必須能被四整除。
科林斯柱式的特色，則是其柱頭裝飾著兩排交替排列的葉形裝飾，上面經常覆蓋著四根莖或花椰菜。這些外殼在算盤的角度下捲起，頂板的四個面中，都會有一個葉形裝飾埋在柱頭裡面。科林斯柱式採用的地基一般是離子-閣樓基礎，有時是複合基礎。底座有時也會使用樹葉和交錯裝飾。
柱頂也是是科林斯柱式的特徵。若是對於部分使用科林斯柱式建築測量（如蒂沃利的灶神廟、羅馬萬神殿等）進行測量，可以發現原先柱子的高度約為柱子高度的五分之一。但是，柱頂可以提高到九分之二。使得楣樑和楣板的比例變化很大。
至於環繞科林斯柱頂的簷口，其比例和裝飾差異很大。並設有以滴水罩飾為構成的科林斯式飛簷。

### 柯林斯柱的特徵
| - [1]三角楣饰龕楣 - [2]建築裝飾座 - [3]繰形 - [4]滴水罩飾 - [6]齒狀裝飾 - [7]飾帶 - [13]额枋 - [14]柱头 - [17]柱 - [18]凹槽 - [19]柱座 - [20]蝸殼 - [22]葉形裝飾 - [23]地基 - [24]环面 |

## 圖庫

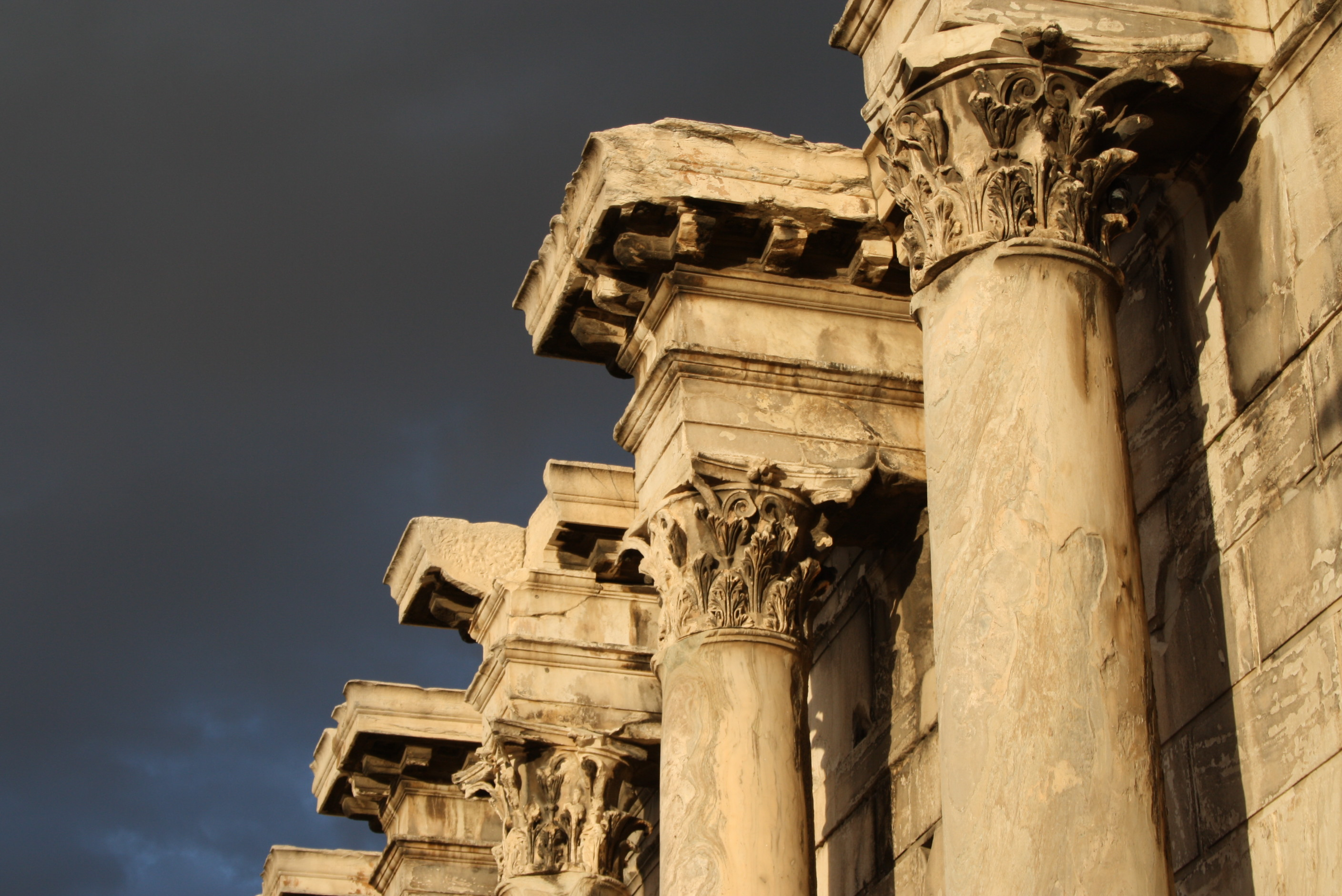
雅典衛城北側的哈德良圖書館，由羅馬皇帝哈德良於公元 132年創建
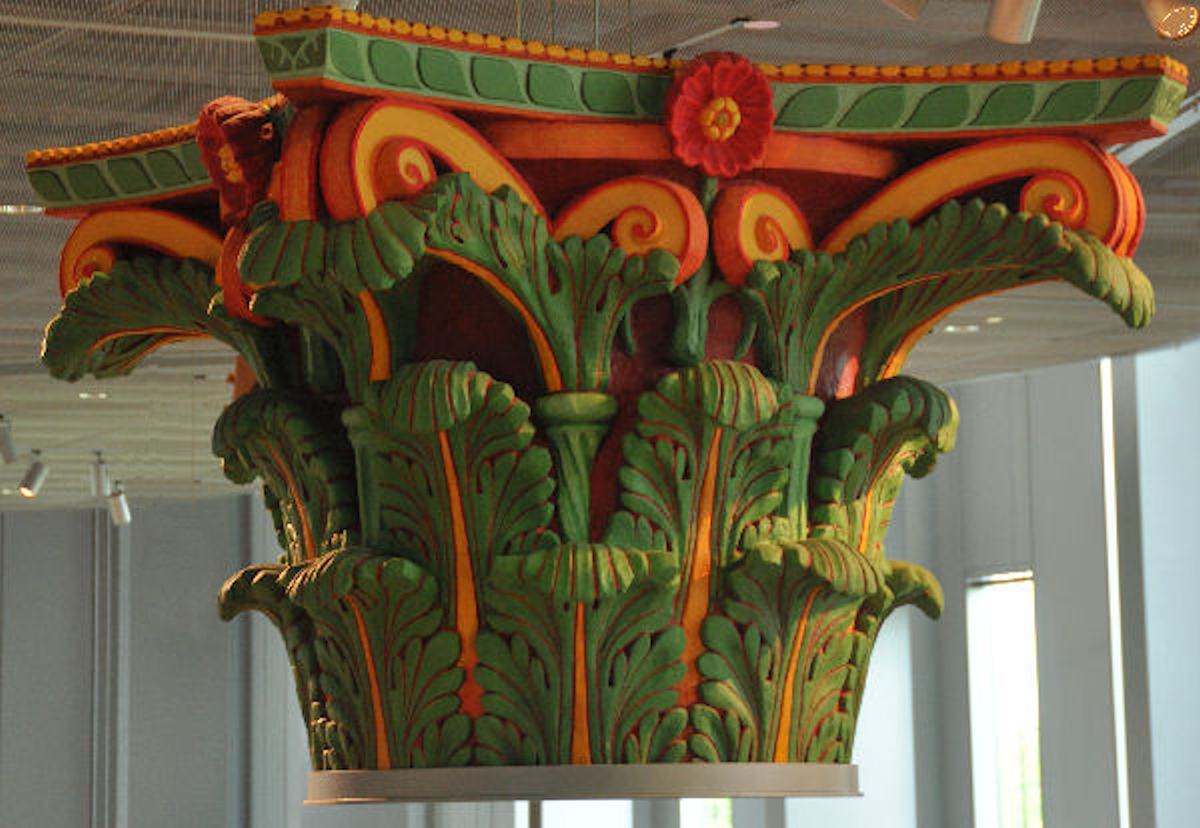
科林斯柱式上色後的重建版本
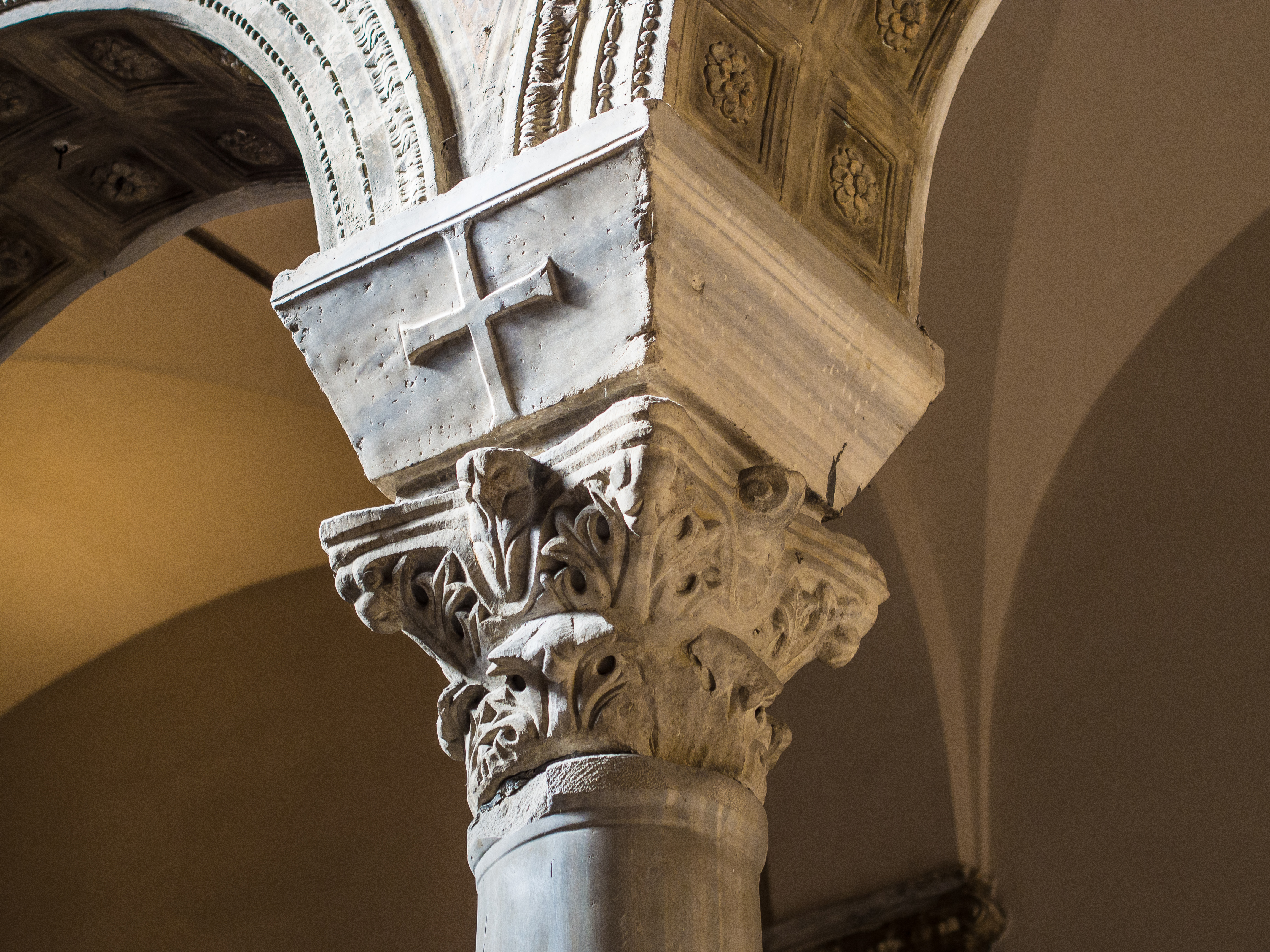
新圣亚坡理纳圣殿的科林斯柱式
《列維之家的盛宴》，保罗·委罗内塞，1573年。背景中出現了許多科林斯式的柱子
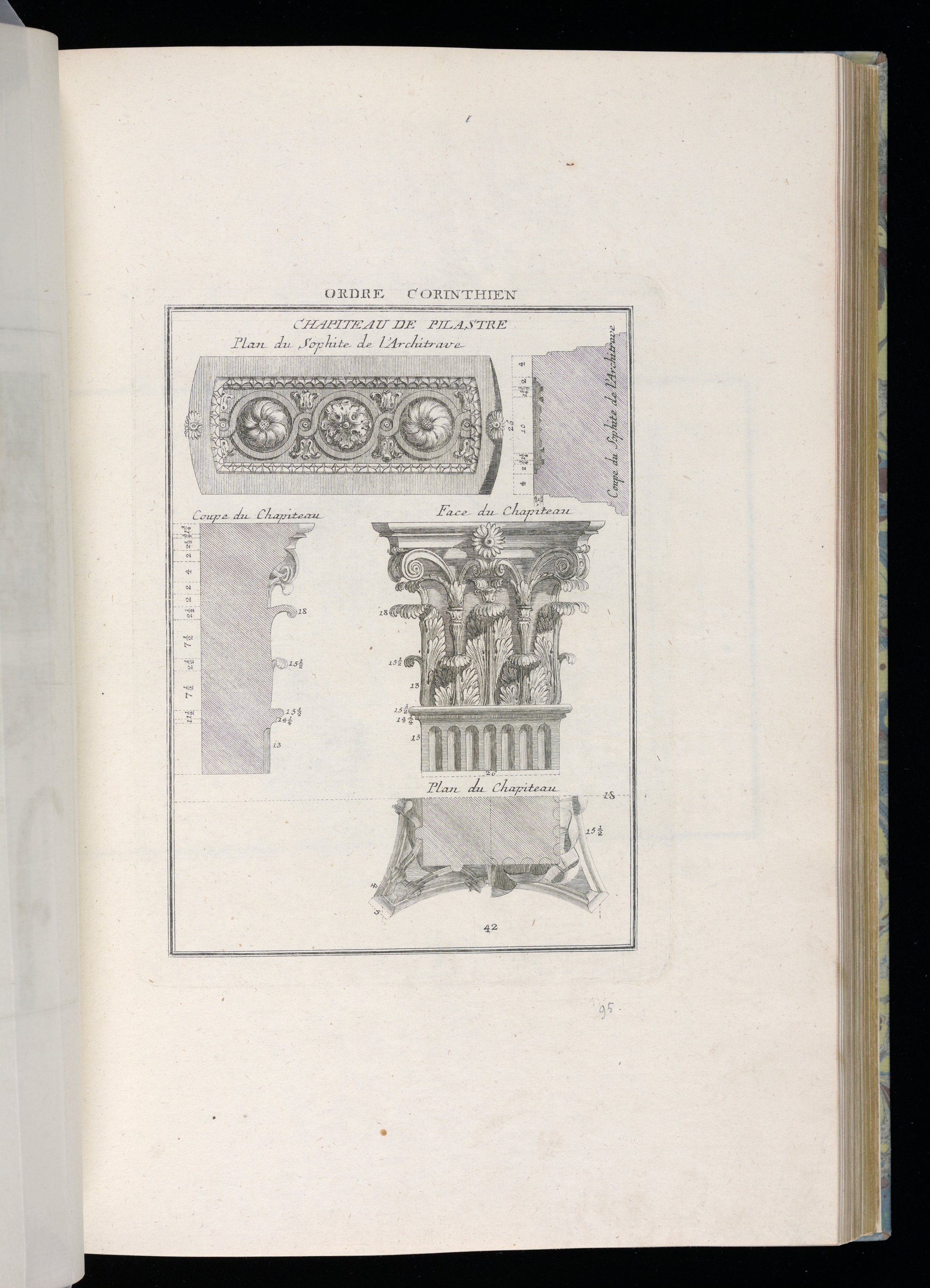
德國的科林斯壁柱插圖，現存於紐約市史密森尼設計博物館
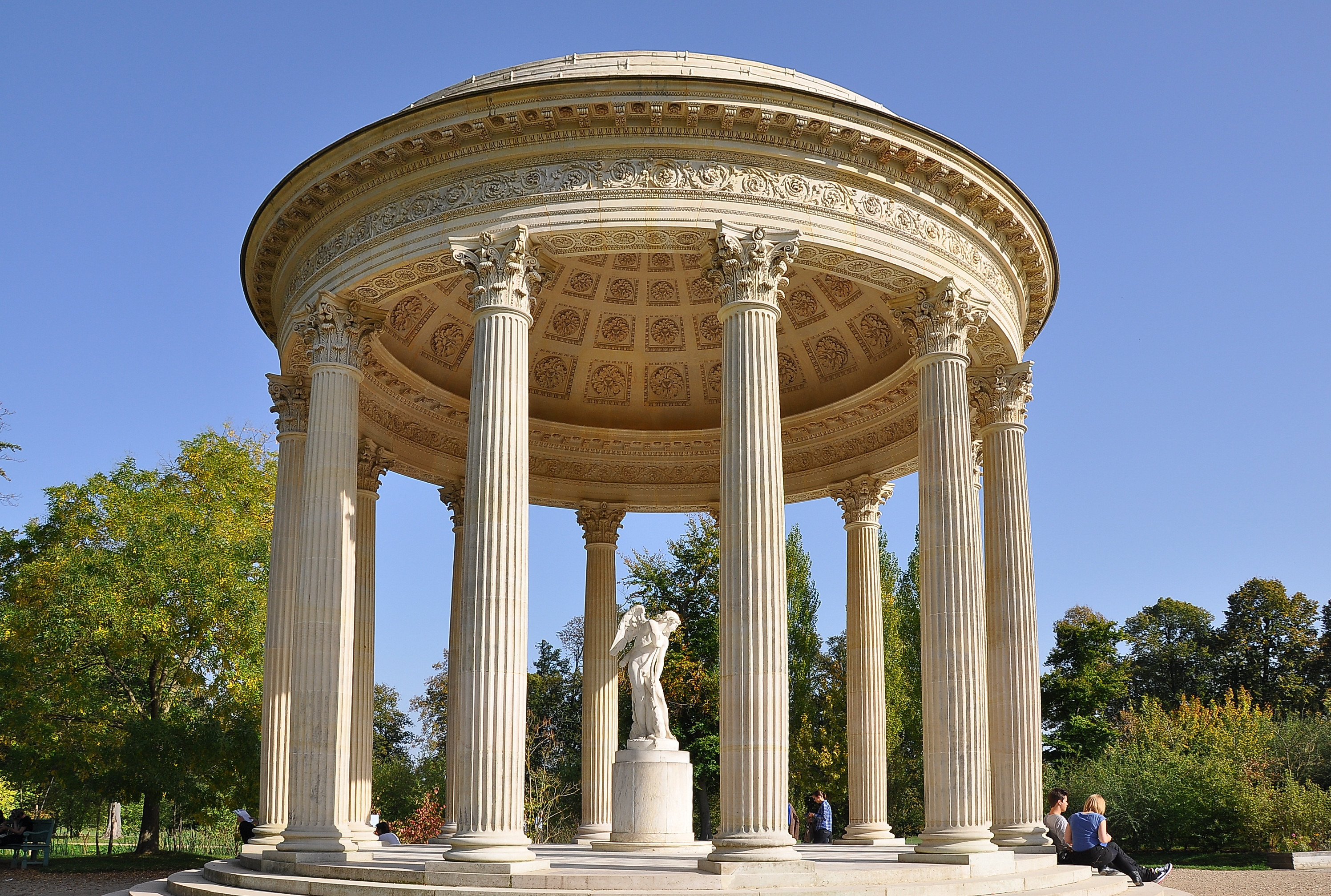
小特里亚农宫花園的愛神殿，位於凡爾賽宮
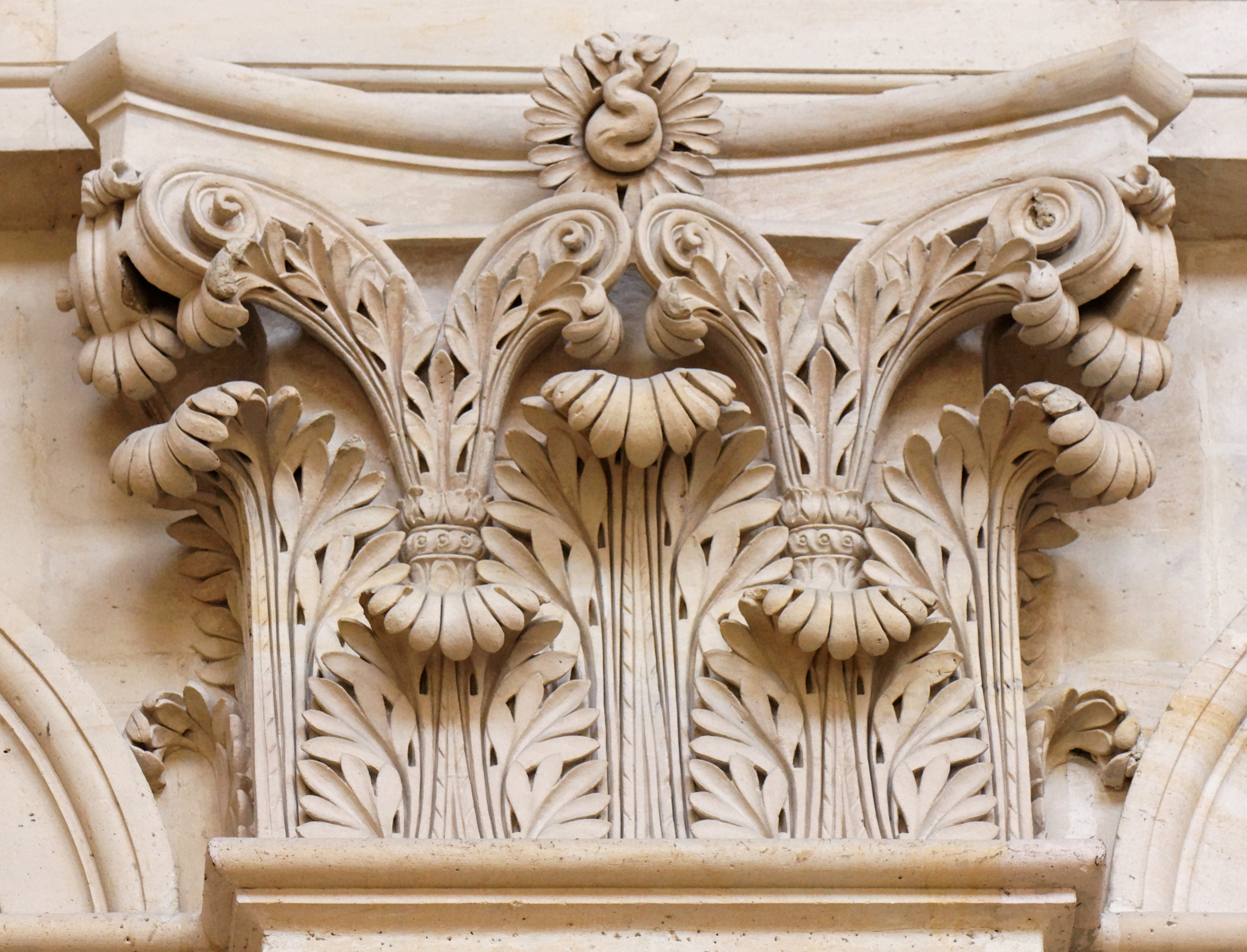
荣军院的科林斯式壁柱
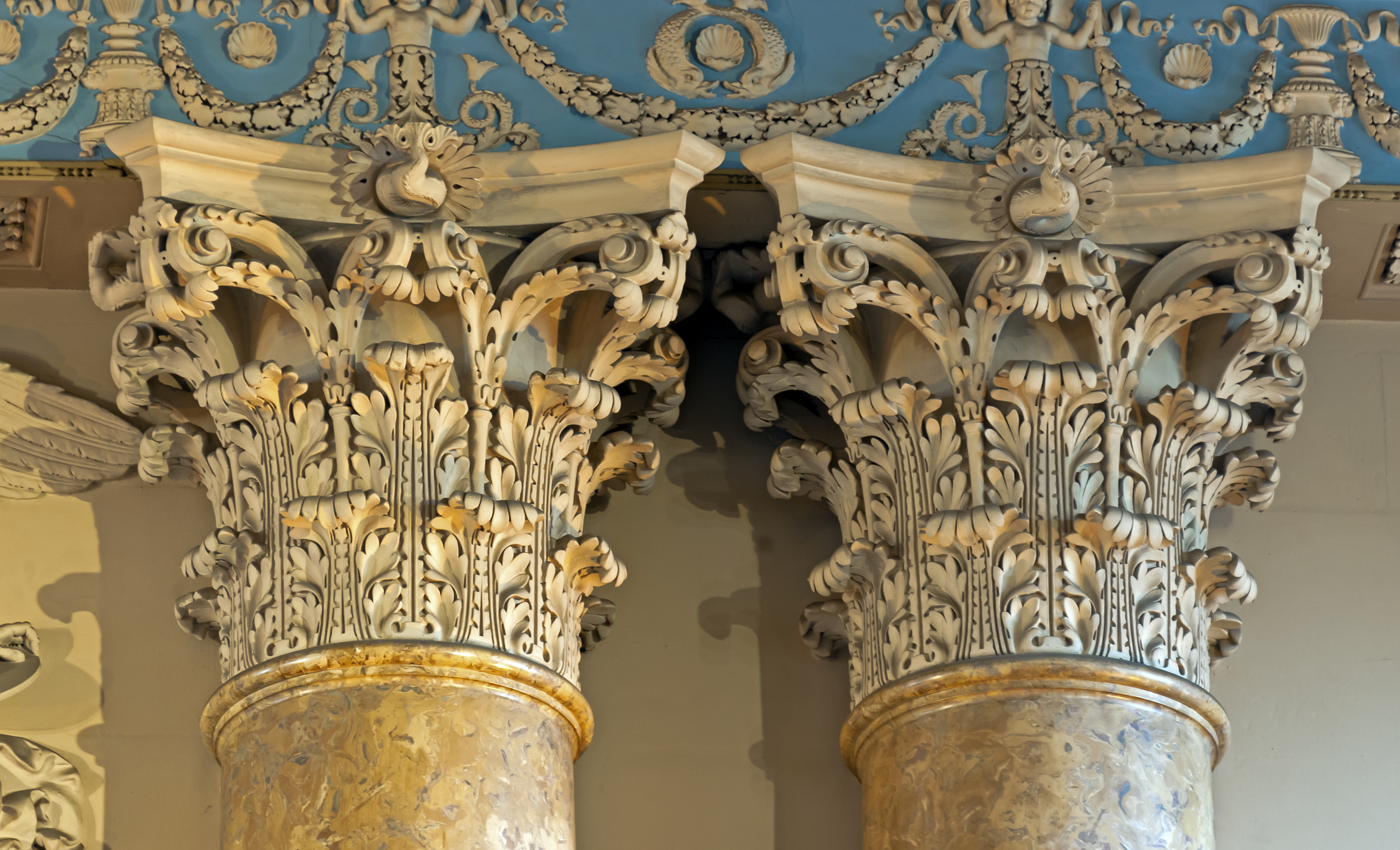
倫敦格林威治醫院裡聖彼得和聖保羅教堂的科林斯式壁柱
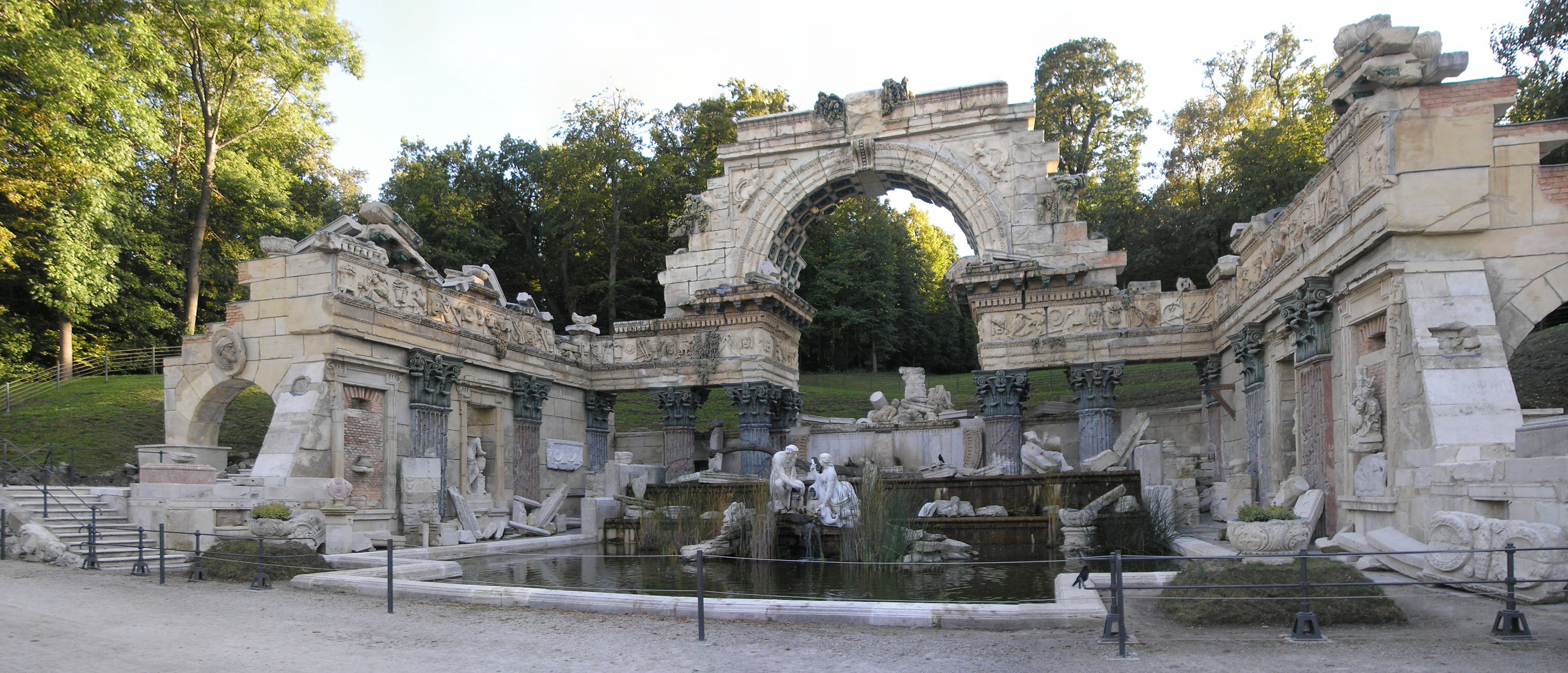
美泉宮的人工羅馬廢墟，乔瓦尼·巴蒂斯塔·皮拉内西對科林斯式和提圖斯羅馬神廟的描繪而設計
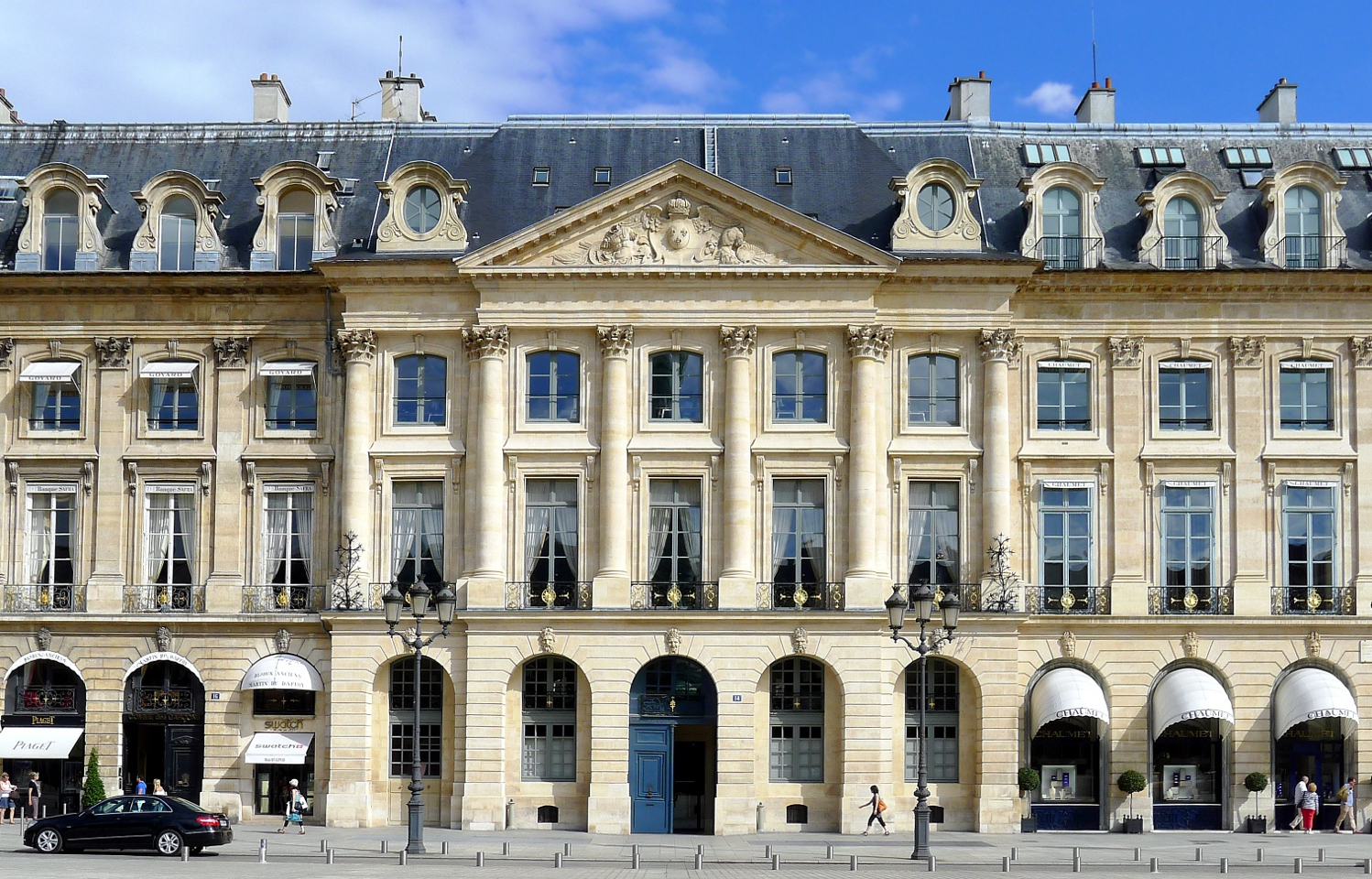
巴黎聖詹姆斯博達爾酒店
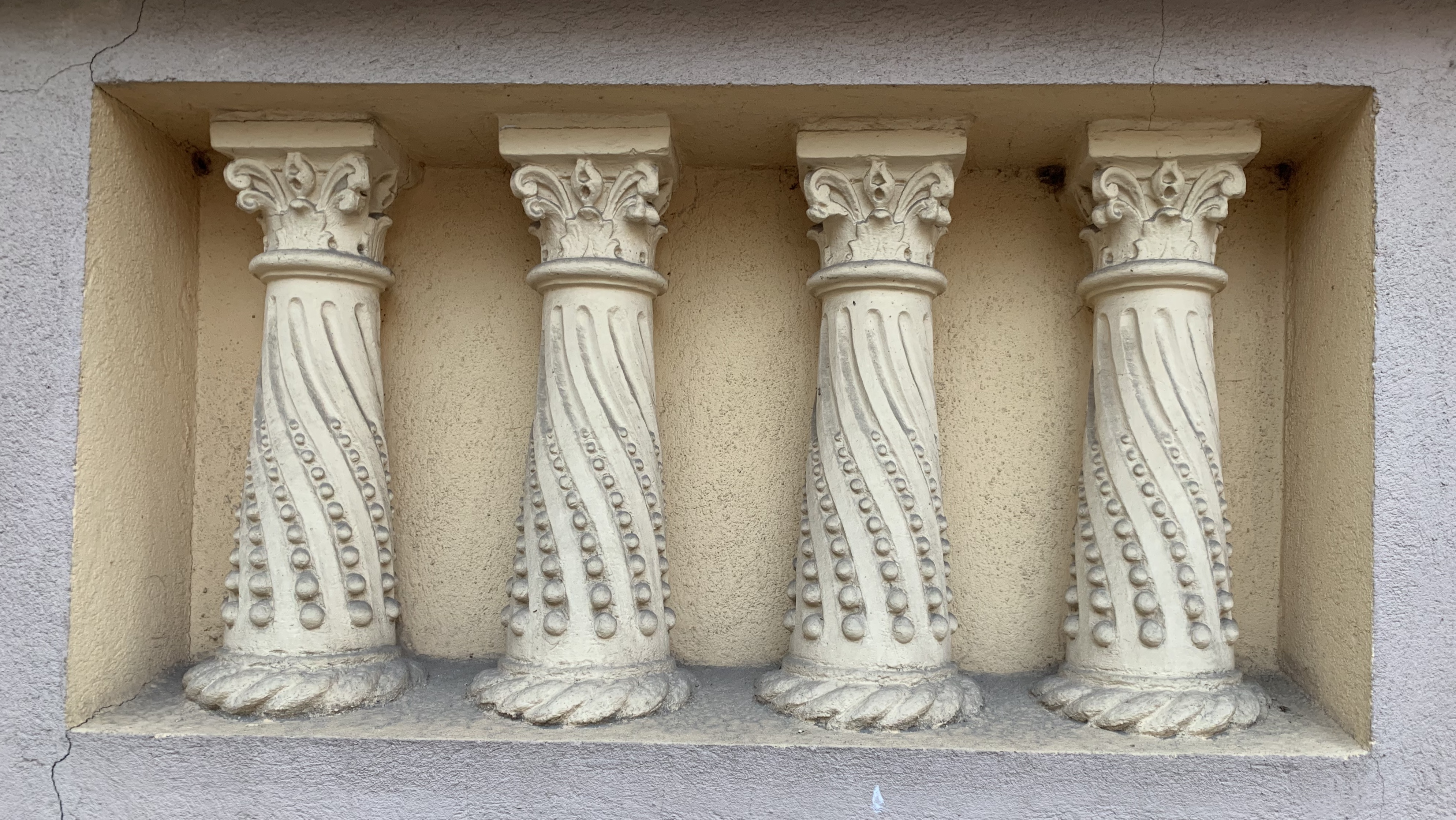
布加勒斯特的羅馬尼亞復興建築使用的科林斯式
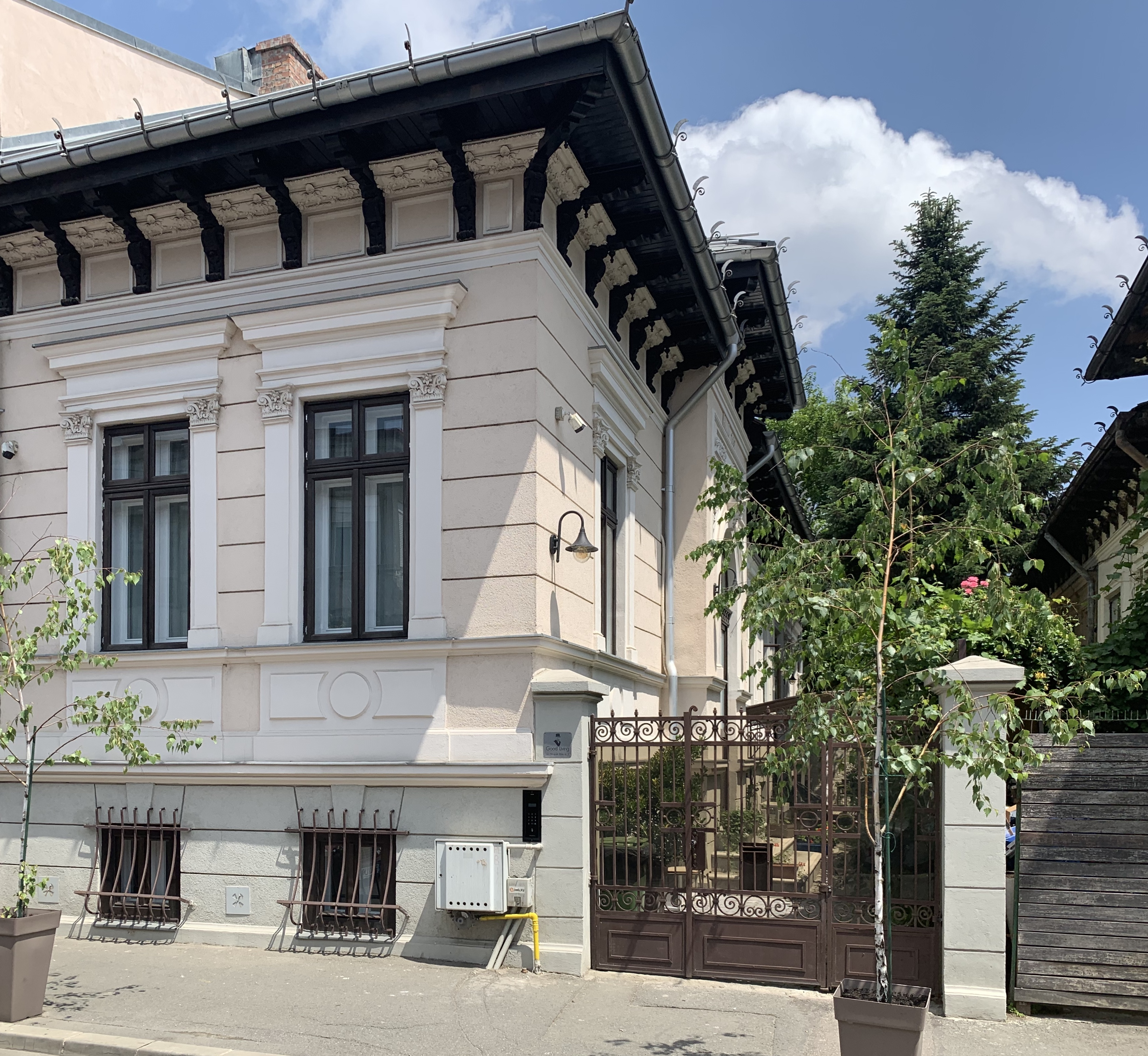
布加勒斯特的城市住宅，窗戶上有科林斯式壁柱
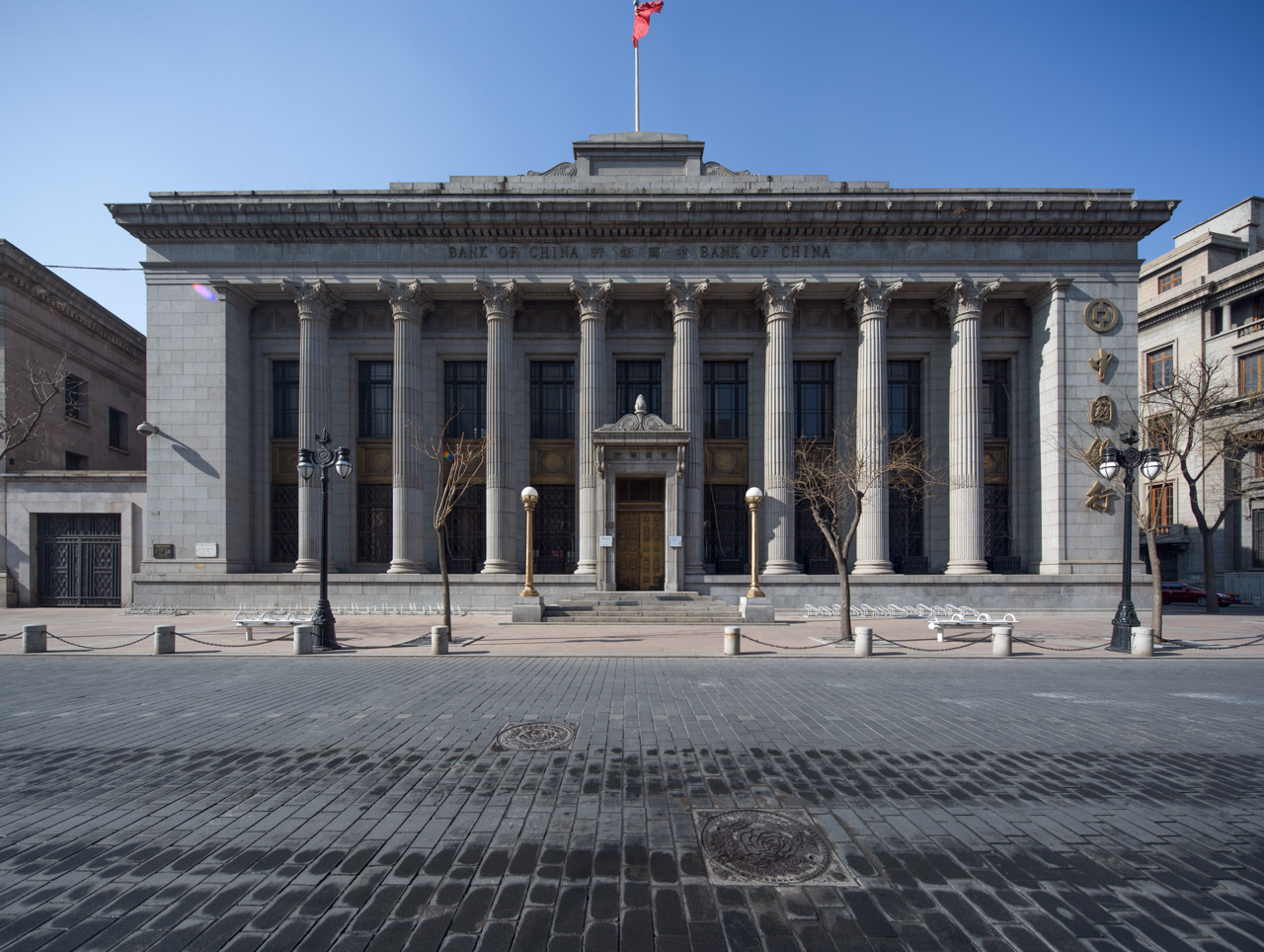
天津横滨正金银行大楼外檐建有8棵科林斯柱构成的开敞柱廊
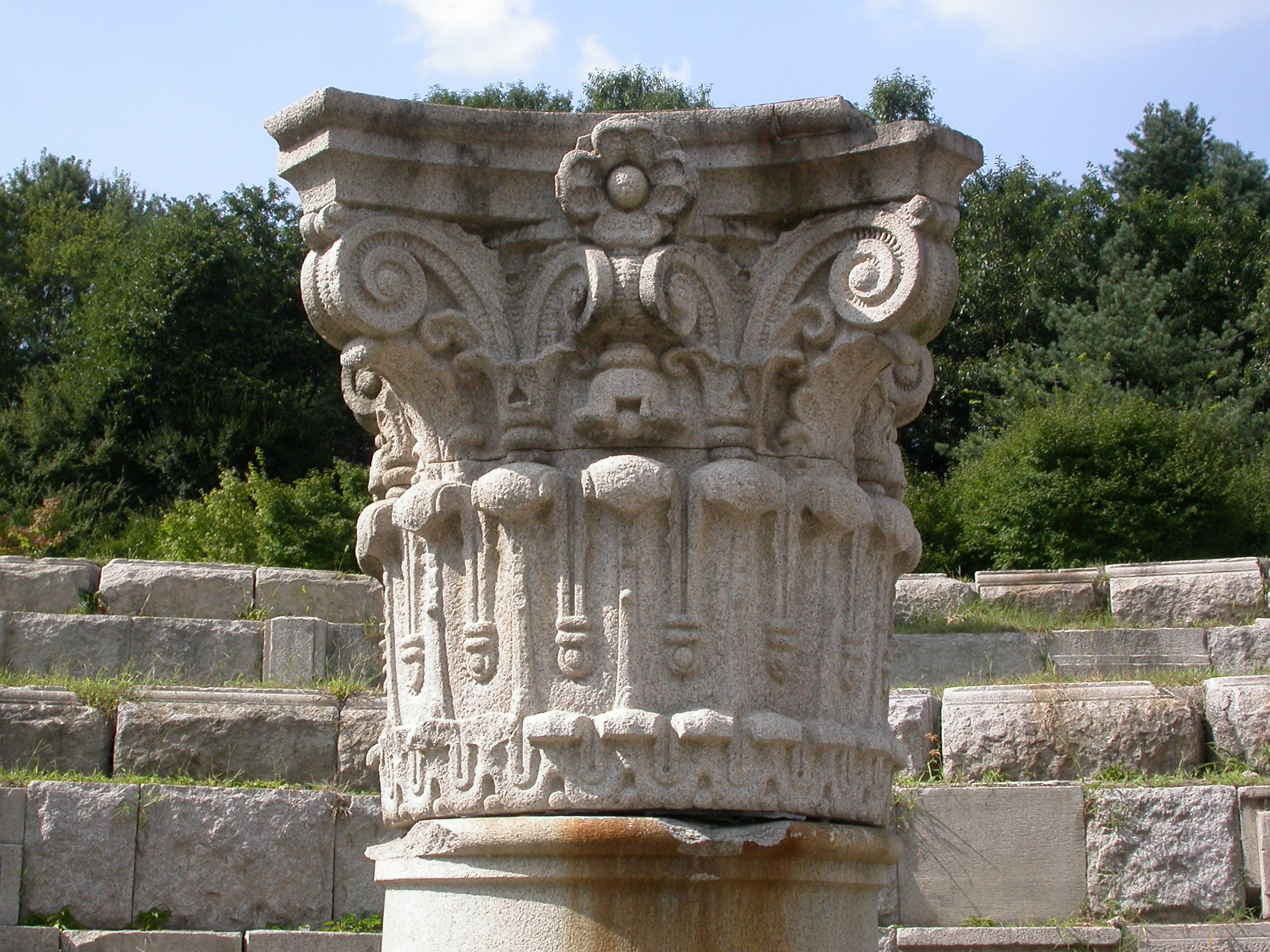
朝鲜总督府厅舍上移除的科林斯柱式

## 外部連結
- 维基共享资源上的相關多媒體資源：科林斯柱式
- Classical orders and elements